# NGC 2230
NGC 2230 ist eine elliptische Galaxie vom Hubble-Typ E/S0 im Sternbild Dorado am Südsternhimmel. Sie ist schätzungsweise 352 Millionen Lichtjahre von der Milchstraße entfernt und hat einen Durchmesser von etwa 125.000 Lj. Gemeinsam mit NGC 2229 und NGC 2233 bildet sie ein gravitativ gebundenes Galaxientrio.

Im selben Himmelsareal befinden sich u. a. die Galaxien NGC 2228 und NGC 2235.
Das Objekt wurde am 30. November 1834 von John Herschel entdeckt.